# Токусима (равнина)
Токусима (яп. 徳島平野 Токусима-хэйя) — аллювиальная равнина в Японии, расположенная в восточной части префектуры Токусима на острове Сикоку.
Равнина сложена отложениями реки Йосино. Мощность аллювиальных осадков доходит до 40 м.
Протяжённость равнины составляет около 80 км.